# Luktelk
Luktelk (dt. warte) ist ein Lied des litauischen Sängers und Songwriters Silvester Belt. Mit dem Titel vertrat er Litauen beim Eurovision Song Contest 2024.

## Hintergrund
Das Lied wurde von Džesika Šyvokaitė alias Jessica Shy gemeinsam mit Elena Jurgaitytė und Silvestras Beltė alias Silvester Belt selbst geschrieben. Es repräsentierte Litauen beim Eurovision Song Contest 2024, nachdem es den nationalen Wettbewerb Eurovizija.LT gewonnen hatte. Zwar erhielt der Song von der Jury weniger Punkte als der erstplatzierte, Impossible von Shower, und kam somit auf Platz zwei. Jedoch sah der Modus ein Superfinale mit den drei Bestplatzierten vor, als drittplatziertes Lied war hier Simple Joy von The Roop im Rennen. Im Superfinale entschied allein das Publikum zugunsten des Liedes Luktelk.

## Entstehung und Inhalt
In einem Interview beschrieb Belt die Entstehung des Songs: „…we sat down to write, and the idea came up that it would be interesting to try ourselves on the Eurovision stage, so we decided to write a song just for this adventure“. Der Titel wurde als Popsong mit elektronischen Einflüssen beschrieben.

Belt sagte zum Inhalt, es gehe darum, im Alltag in einer Art Matrix-Schleife gefangen zu sein:
„When we get stuck in our everyday tasks that repeat everyday, we can’t tell anymore whether we are in a dream, or in another dimension. It’s about generally not being happy, and only existing on the surface and it isn’t working anymore… [but] at the end of the day, we will wake up tomorrow and will still have to dance…“

## Beim Eurovision Song Contest
Beim Eurovision Song Contest 2024 in der Malmö Arena in Malmö, Schweden, wurde der Song zunächst im ersten Halbfinale am 7. Mai aufgeführt. Bei der Auslosung am 30. Januar 2024 wurde ihm die erste Hälfte zugelost. Am 26. März 2024 wurde ihm dort der dritte Startplatz zugeteilt. Er konnte sich auf dem vierten Platz mit 119 Punkten für das Finale qualifizieren und trat dort auf dem siebten Startplatz an. Er erreichte mit insgesamt 90 Punkten den 14. Platz. Davon entfielen 32 Punkte auf die Jurys, bei denen der Titel auf dem 17. Platz lag, und 58 Punkte auf die Zuschauer, bei denen er den zehnten Platz belegte.

## Kommerzieller Erfolg

### Chartplatzierungen
| ChartsChartplatzierungen | Höchstplatzierung | Wochen |
| ------------------------ | ----------------- | ------ |
| Litauen (AGATA)          | 1 (5 Wo.)         | 5      |

### Auszeichnungen für Musikstreaming
| Land/Region     | Auszeichnungen für Musikverkäufe (Land/Region, Auszeichnung, Verkäufe) | Verkäufe  |
| --------------- | ---------------------------------------------------------------------- | --------- |
| Litauen (AGATA) | Gold                                                                   | 2.500.000 |
| Insgesamt       | 1× Gold ·                                                              | 2.500.000 |